# Utz (Name)
Utz ist ein deutscher Familienname und ein männlicher Vorname. Dieser ist eine Diminutiv-Variante des männlichen Vornamens Ulrich.

## Namensträger

### Familienname
- Arthur F. Utz (1908–2001), Schweizer Dominikaner und Sozialphilosoph
- Burkhard Utz (1892–1960), deutscher Benediktinerabt
- Christian Utz (* 1969), deutscher Musikwissenschaftler, Musiktheoretiker und Komponist
- David Utz (1923–2011), US-amerikanischer Urologe
- Fritz Utz (1892–1952), Schweizer Redakteur und Schriftsteller
- Georg Utz (Politiker) (1901–1939), deutscher Politiker (NSDAP)
- Georg Utz (Unternehmer) (1916–1988), deutscher Unternehmer und Firmengründer
- Georg Utz (Ringer) (1935–2019), deutscher Ringer
- Hans Utz (Politiker) (1912–1974), bayerischer Politiker
- Hans Utz (Anglist) (1919–2002), Schweizer Anglist
- Hansjörg Utz (* 1950), Schweizer Journalist, Jurist und Mediencoach
- Josef Utz (1825–1896), österreichischer Baumeister
- Josef Utz (1858–1909), österreichischer Baumeister
- Joseph Utz (1813–1891), katholischer Geistlicher und Mitglied des Deutschen Reichstags
- Kathrin Utz Tremp (* 1950), Schweizer Historikerin
- Konrad Utz (* 1968), deutscher Philosoph
- Kurt Utz (1901–1974), deutscher evangelischer Kirchenmusiker
- Martina Utz (* 1981), deutsche Volleyballspielerin
- Peter Utz (* 1954), Schweizer Literaturwissenschaftler
- Stephanie Utz (* 1982), deutsche Volleyballspielerin
- Willibald Utz (1893–1954), deutscher Offizier, zuletzt Generalleutnant im Zweiten Weltkrieg

### Vorname
- Utz Aichinger (1938–2023), deutscher Hockeyspieler
- Utz Baitinger (* 1938), deutscher Ingenieur, Informatiker und Hochschullehrer
- Utz Böhner (* 1967), deutscher Prähistorischer Archäologe
- Utz Brocksieper (* 1939), deutscher Bildhauer
- Utz Claassen (* 1963), deutscher Manager, Investor, Hochschuldozent und Publizist
- Utz Eckstein (um 1490–1558), Schweizer Reformator
- Utz Elsässer (1927–2021), deutscher Filmarchitekt, Bühnenbildner und Marionettenspieler
- Utz Fischer (* 1964), deutscher Wissenschaftler auf dem Gebiet der RNA-Biologie
- Utz Jeggle (1941–2009), deutscher Volkskundler
- Utz Kampmann (1935–2006), deutscher Bildhauer und Objektkünstler
- Utz Maas (* 1942), deutscher Sprachwissenschaftler
- Utz Podzeit (1942–2022), österreichischer Indologe
- Utz Rachowski (* 1954), deutscher Schriftsteller
- Utz Richter (1927–2015), deutscher Schauspieler und Sprecher
- Utz Schäffer (* 1966), deutscher Wirtschaftswissenschaftler
- Utz Schliesky (* 1966), deutscher Rechtswissenschaftler
- Utz Utermann (1912–1991), deutscher Journalist, Schriftsteller und Filmproduzent